# Freiensteinau
Freiensteinau är en kommun och ort i Vogelsbergkreis i Regierungsbezirk Gießen i förbundslandet Hessen i Tyskland. De tidigare kommunerna Fleschenbach, Gunzenau, Holzmühl, Nieder-Moos, Ober-Moos, Reichlos och Salz gick samman med i Freiensteinau 31 december 1971 och kommunerna Radmühl, Radmühl, och Weidenau uppgick i kommunen 1 augusti 1972.